# Индийская птица-носорог
Индийская птица-носорог (лат. Anthracoceros coronatus) — один из видов птиц-носорогов из одноимённого рода. Обитает в тропических лесах южной Азии от Индии и Шри-Ланки на восток до острова Борнео.
Индийская птица-носорог относится к крупным видам, достигая длины 65 см. Оперение преимущественно чёрное, за исключением белых живота, участков на горле и нижней стороны хвоста. Жёлтый клюв имеет большую каску, которая преимущественно чёрного цвета. Самец и самка одинаковы, у молодых птиц каска меньшего размера.
Клюв сильный только с виду: эти птицы не способны сами себе выдолбить дупло, а во время гнездования находят уже готовое. Самка откладывает в него от 2 до 3 белых яиц, которое затем изнутри замуровывает. Оставляет только небольшую щель — чтобы выбрасывать мусор и получать еду от самца.

Индийская птица-носорог всеядна, питается фруктами, рыбой и мелкими млекопитающими.

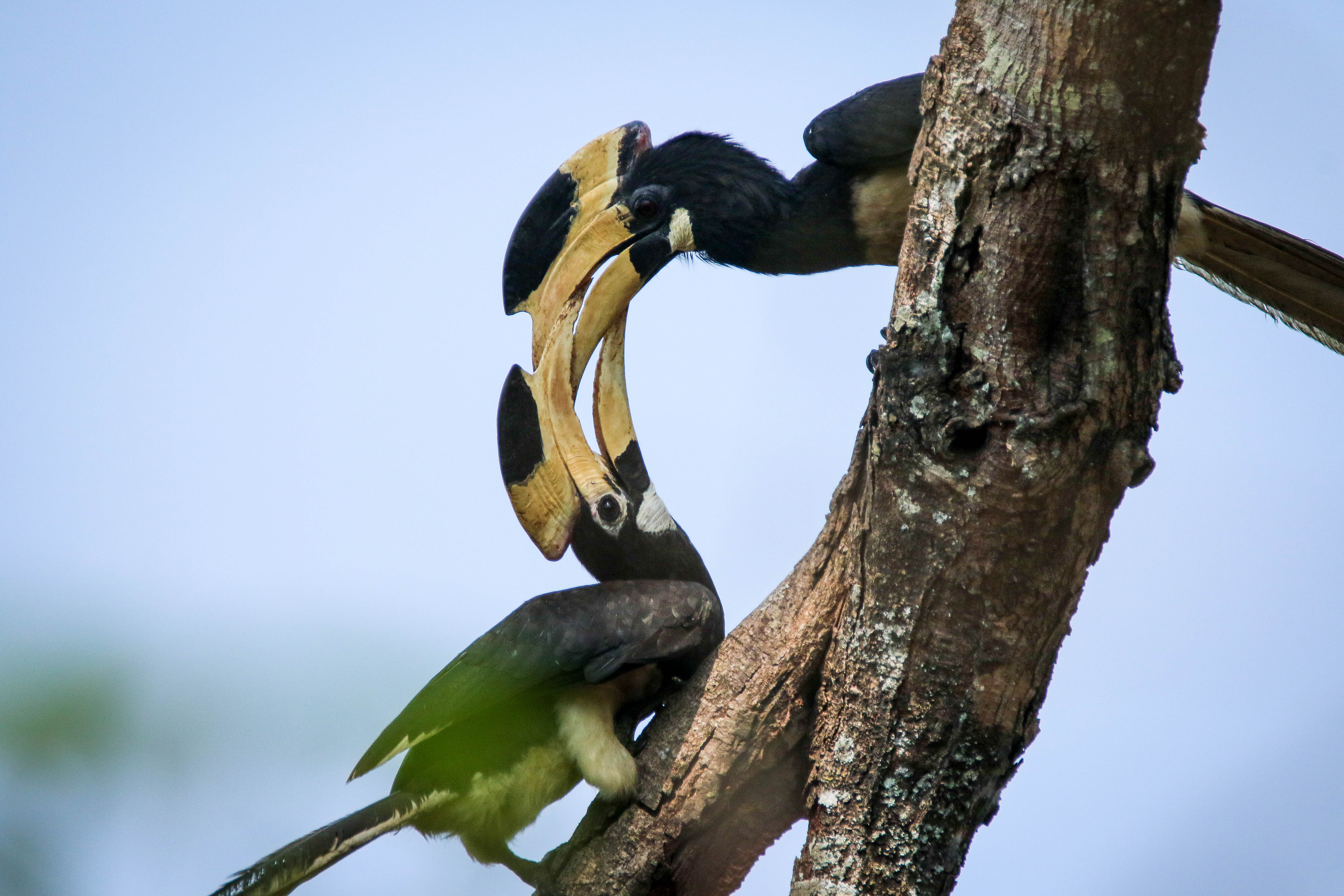
В заповеднике Dandeli, Индия
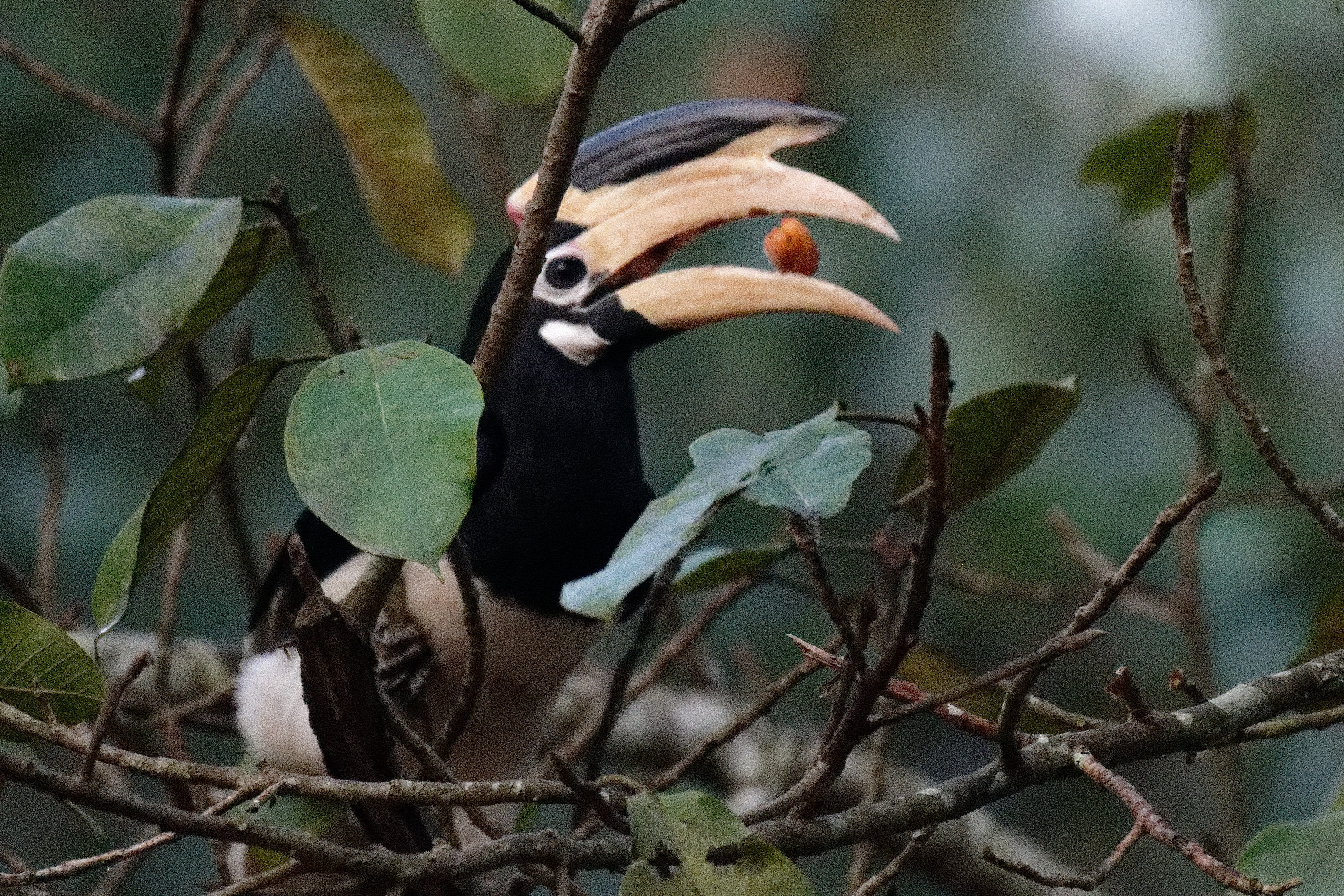
Особь поедающая инжир
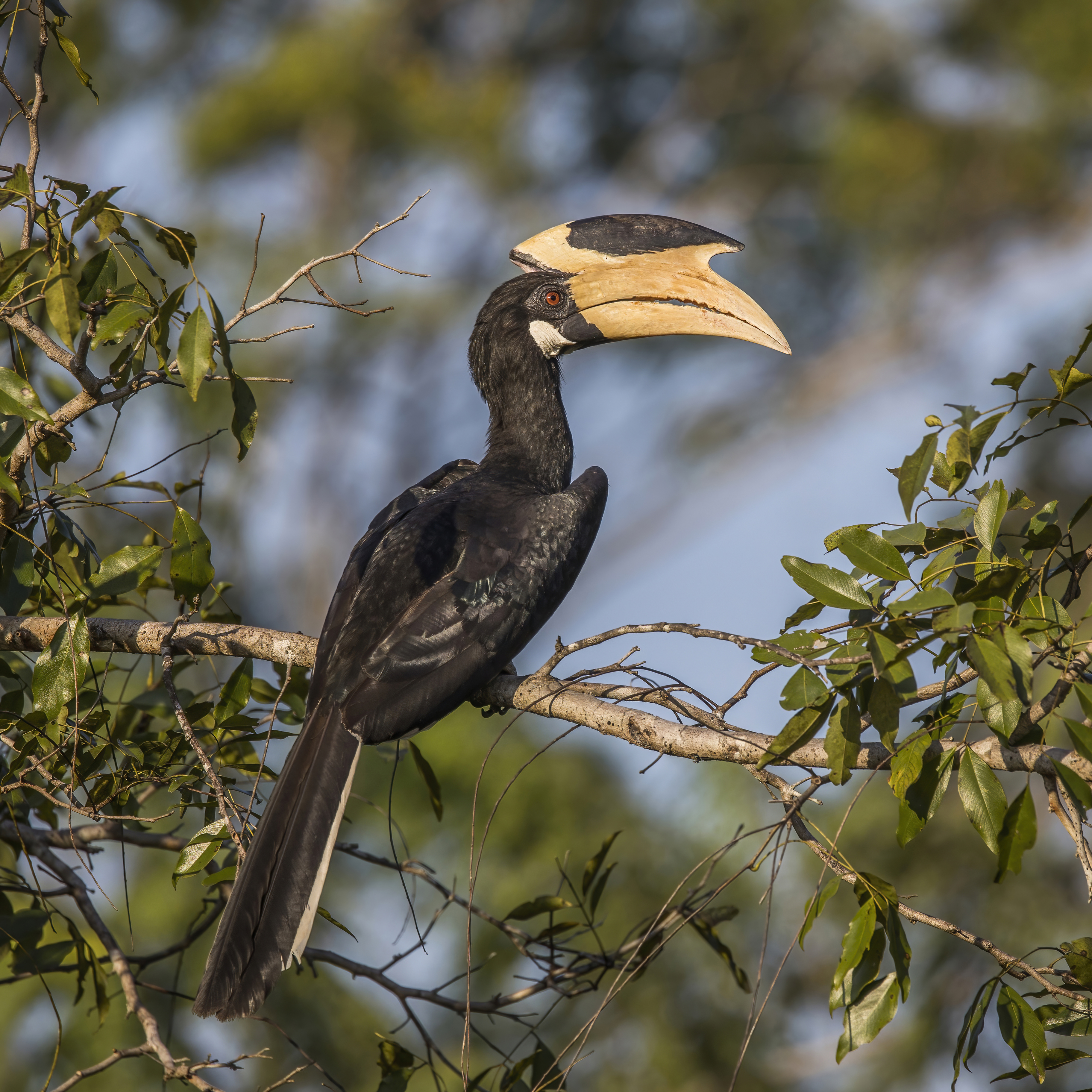
Самец